# Jenna's American Sex Star
Jenna's American Sex Star est un programme de télé réalité, présenté par Jenna Jameson et diffusé en pay-per-view sur Playboy TV.
Dans chaque épisode, quatre participantes s'affrontent au cours de performances sexuelles devant un jury et le public qui votent alors pour leur favorite sur Playboy.com. Les gagnantes remportent un contrat d'exclusivité avec le studio de Jameson, Club Jenna.
Lors de la saison 1, le jury était composé de Christy Canyon, Ron Jeremy et Jim Powers. Pour la saison 2, le jury était composé de Jim Powers, Jenna Lewis et Jay Grdina (l'ex-mari de Jameson). Le jury élimine deux candidates puis le public vote pour désigner qui accèdera aux finales. Andrea Lowell, de Playboy TV, apparait dans la saison 2 comme la personne qui ouvre l'enveloppe contenant le nom des gagnants/perdants et qui annonce les noms.
La gagnante de la saison 1, Brea Bennett, rencontra le succès en tant qu'actrice sous contrat avec Club Jenna.
Lors de la deuxième saison, en 2006, les finalistes sont Roxy Jezel, Tory Lane, Jenna Presley et Daisy Marie. La gagnante fut Roxy Jezel, qui commencera sa carrière avec le studio Club Jenna.